# Pemona sapo
Genre
Espèce
Pemona sapo, unique représentant du genre Pemona, est une espèce d'araignées aranéomorphes de la famille des Pholcidae.

## Distribution
Cette espèce est endémique de l'État de Bolívar au Venezuela,. Elle se rencontre vers Canaima.

## Description
Le mâle holotype mesure 1,12 mm.

## Publication originale
- Huber & Carvalho, 2019 : Filling the gaps: descriptions of unnamed species included in the latest molecular phylogeny of Pholcidae (Araneae). Zootaxa, no 4546(1), p. 1-96.